# Ternstroemia dentata
Ternstroemia dentata är en tvåhjärtbladig växtart som först beskrevs av Jean Baptiste Christophe Fusée Aublet, och fick sitt nu gällande namn av Swartz. Ternstroemia dentata ingår i släktet Ternstroemia och familjen Pentaphylacaceae. Inga underarter finns listade i Catalogue of Life.